# نادي كارشياكا لكرة السلة
نادي كارشياكا لكرة السلة هو فريق كرة سلة تركي للمحترفين تأسس في سنة 1966 يقع مقره في إزمير ويدربه نيناد ماركوفيتش. يلعب في الدوري التركي لكرة السلة حيث فاز به مرتين (1987، 2015)، كما ينافس في دوري أبطال أوروبا لكرة السلة.

## أبرز اللاعبين
من أبرز اللاعبين الذين لعبوا معه:
- بيركان باتوك
- فرقان ألدمير
- كايا بكر
- فربيكا ستيفانوف

## وصلات خارجية
- الموقع الرسمي